# Domenico Mazzocchi
Domenico Mazzocchi, italijanski skladatelj, * 8. november 1592, Civita Castellana, † 21. januar 1665, Rim.
Bil je pomemben italijanski baročni skladatelj. Po letu 1621 se je preselil v Rim, ko ga je poklical kardinal Ippolito Aldobrandini. Skupaj s svojim mlajšim bratom Virgilio Mazzocchi je komponiral zlasti za kardinala Maffea Barberinija, ki je pozneje postal papež Urban VIII.
Mazzocchi je bil eden izmed prvih, ki je uporabil harmonični polton.
Njegovo skladbo Catena imamo lahko za prototip rimske opere.
Njegovi sodobniki poročajo, da je s skladbo Maddalena pentita ganil občinstvo do solz.

## Izbor del
- Sacrae Concertationes
- Nasceris, Alme Puer
- La Madalena ricorre alle lagrime
- Cura che di timor ti nutri
- In braccio a Cristo, a gli angeli, a Maria
- Lagrime amare
- Lamentum Matris Euryali
- Fin dal monte Sion
- Spoglie che fosti
- Voi, voi rubaste il core
- La catena d'Adone (1626)
- Dido Furens (1638)
- Nisus et Euryalus (1638)
- Da tutti gli horologi si cava moralità (1640)
- Dunque ove tu Signor (1640)
- Homai le luci erranti (1640)